# La Fresnaye-sur-Chédouet
Pour les articles homonymes, voir La Fresnaye.
La Fresnaye-sur-Chédouet est une ancienne commune française, située dans le département de la Sarthe en région Pays de la Loire, peuplée de 934 habitants.
Elle a fusionné le 1er janvier 2015 avec cinq autres communes, sous le régime juridique des communes nouvelles instauré par la loi no 2010-1563 du 16 décembre 2010 de réforme des collectivités territoriales pour créer la commune nouvelle de Villeneuve-en-Perseigne, dont elle est devenue une commune déléguée.
La commune fait partie de la province historique du Maine.

## Géographie

### Lieux-dits et écarts
- Les Ventes du Four
- La Bauge
- Le Goullet

### Communes limitrophes
|                        | Le Ménil-Broût (Orne)    |                              |
| Chassé                 | La Fresnaye-sur-Chédouet | Roullée                      |
| Saint-Rigomer-des-Bois | Neufchâtel-en-Saosnois   | Villaines-la-Carelle, Louzes |

## Toponymie
Le nom de cette commune s’écrivait Fraxineam vers 1145[réf. nécessaire], du latin fraxinum qui désigne le frêne (avec disparition de la syllabe centrale « ‑xi- », dont il n’a subsisté qu’un « ‑s- » résiduel, par un phénomène linguistique dit de syncope, puis la Fresnaye, et finalement La Fresnaye-sur-Chédouet depuis 1894, du nom du ruisseau qui traverse le village.
Saint-Paul-sur-Sarthe, absorbée par la commune au 19e siècle, était nommée Saint-Paul-le-Vicomte avant la Révolution française[source insuffisante].
Le gentilé est Fresnayon.

## Histoire
La commune a absorbé Saint-Paul-sur-Sarthe en 1863. En 1861, La Fresnaye comptait 1 454 habitants sur 2 684 ha contre 137 habitants pour Saint-Paul sur 456 ha, la nouvelle commune affichait 1 602 habitants au recensement de 1866.

## Politique et administration
| Période                                  | Période | Identité      | Étiquette | Qualité                                                                           |
| ---------------------------------------- | ------- | ------------- | --------- | --------------------------------------------------------------------------------- |
| 1995                                     | 2015    | André Trottet | UMP       | Conseiller en gestion, président de la communauté de communes, conseiller général |
| Les données manquantes sont à compléter. |         |               |           |                                                                                   |

## Population et société

### Démographie
En 2021, la commune comptait 934 habitants. Depuis 2004, les enquêtes de recensement dans les communes de moins de 10 000 habitants ont lieu tous les cinq ans (en 2007, 2012, 2017, etc. pour La Fresnaye-sur-Chédouet) et les chiffres de population municipale légale des autres années sont des estimations.
| 1793  | 1800  | 1806  | 1821  | 1831  | 1836  | 1841  | 1846  | 1851  |
| ----- | ----- | ----- | ----- | ----- | ----- | ----- | ----- | ----- |
| 1 443 | 1 555 | 1 424 | 1 388 | 1 510 | 1 632 | 1 452 | 1 494 | 1 478 |

| 1856  | 1861  | 1866  | 1872  | 1876  | 1881  | 1886  | 1891  | 1896  |
| ----- | ----- | ----- | ----- | ----- | ----- | ----- | ----- | ----- |
| 1 377 | 1 454 | 1 602 | 1 504 | 1 502 | 1 297 | 1 225 | 1 169 | 1 140 |

| 1901  | 1906  | 1911  | 1921 | 1926 | 1931 | 1936 | 1946 | 1954 |
| ----- | ----- | ----- | ---- | ---- | ---- | ---- | ---- | ---- |
| 1 107 | 1 092 | 1 003 | 933  | 868  | 837  | 824  | 828  | 848  |

| 1962 | 1968 | 1975 | 1982 | 1990 | 1999 | 2007 | 2011 | 2016 |
| ---- | ---- | ---- | ---- | ---- | ---- | ---- | ---- | ---- |
| 849  | 764  | 783  | 861  | 839  | 845  | 908  | 942  | 934  |

| 2019 | - | - | - | - | - | - | - | - |
| ---- | - | - | - | - | - | - | - | - |
| 922  | - | - | - | - | - | - | - | - |

### Activité et manifestations
- Fête de la Sainte-Anne.

## Culture locale et patrimoine

### Lieux et monuments
- La forêt de Perseigne.

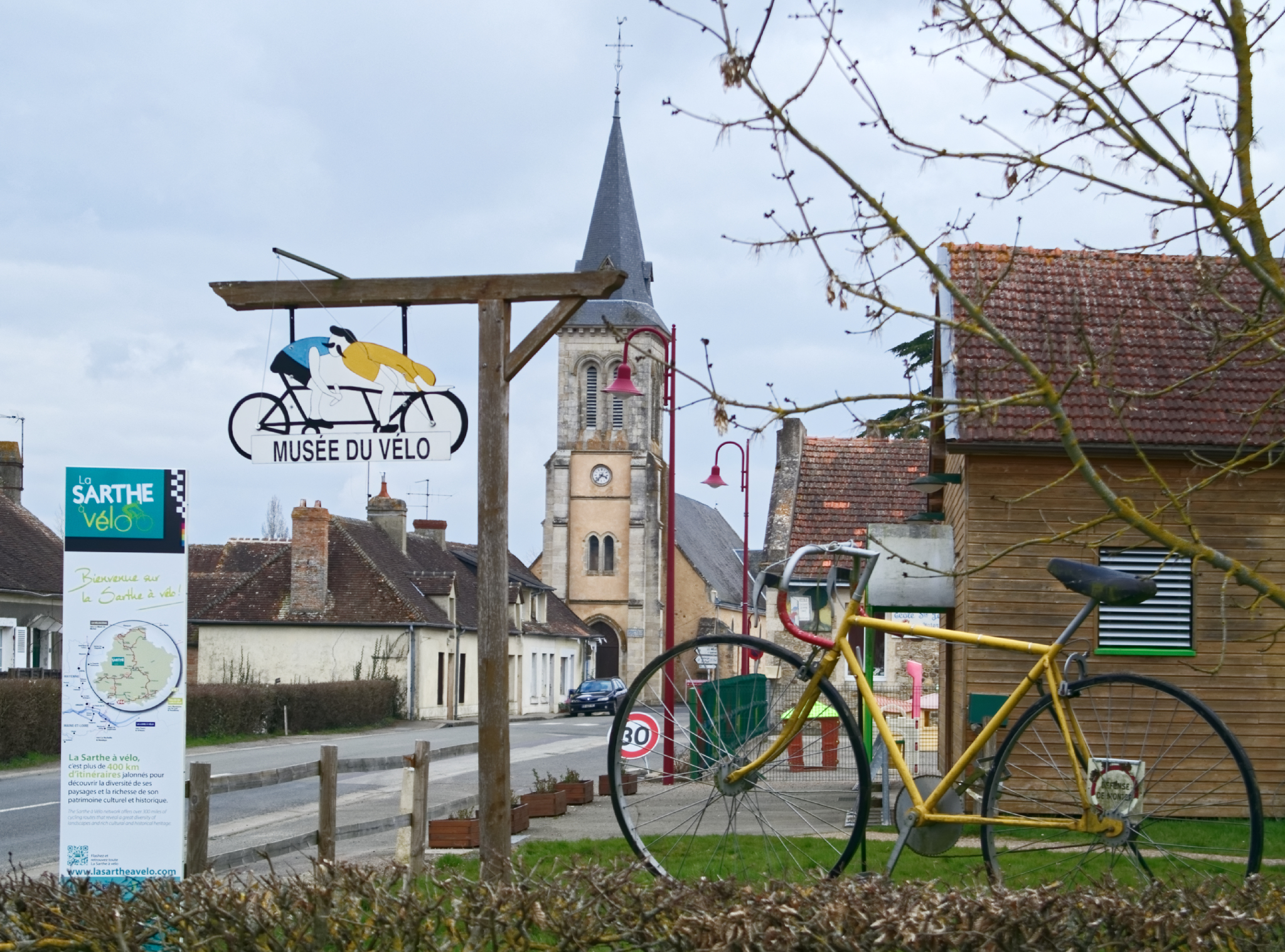
Musée du vélo.

- Musée de la Belle Échappée : l'histoire de la compétition cycliste depuis le XIXe siècle jusqu'à aujourd'hui.
- Église Saint-Georges.

### Héraldique
| Blason de La Fresnaye-sur-Chédouet | Blason  | De gueules aux trois fresnes arrachés d'or. |
| Blason de La Fresnaye-sur-Chédouet | Détails | Le blason de La Fresnaye-sur-Chédouet rappelle les liens étroits que la commune a eu et entretient encore au XXIe siècle avec la forêt de Perseigne. Le statut officiel du blason reste à déterminer. |